# Hybosoridae
Hybosoridae es una familia de coleópteros polífagos pertenecientes a la superfamilia Scarabaeoidea. Cuenta con más de 588 especies descritas agrupadas en 74 géneros, encontrando su mayor diversidad en los trópicos. Son escarabajos relativamente pequeños, con los adultos usualmente variando en tamaño de 3-7 mm. La mayoría de las especies son de color marrón o negro. Poseen antenas de 9-10 segmentos, con una maza apical compuesta por los últimos 3 segmentos. Algunas especies, particularmente las pertenecientes al género australiano Liparochrus Erichson y a la subfamilia Ceratocanthidae, son capaces de enrollar su cuerpo para formar una bola compacta.
Los adultos de Hybosoridae se alimentan de excremento, carroña, hongos, o madera en descomposición, y algunas especies se asocian a nidos de hormigas y termitas. Adultos de Hybosorus roei han sido reportados del césped en campos de golf, mientras otras especies del género Hybosorus estridulan, tanto los adultos como las larvas. Estas últimas estridulan frotando las patas delanteras contra el margen anterior de la epifaringe, un rasgo único de los Hybosoridae.
Se conoce la larva de muy pocas especies, colectadas en materia vegetal descompuesta o bajo corteza.

## Identificación
Entre los caracteres comúnmente utilizados para diagnosticar las especies de la familia Hybosoridae (excluyendo los Ceratocanthinae) se encuentran las mandíbulas y labro prominentes y las antenas con 10 segmentos que poseen una maza apical de 3 segmentos, en la cual el segmento basal es cóncavo y está expandido apicalmente, recibiendo a los últimos dos segmentos. Mientras estos caracteres son útiles al momento de diagnosticar la mayoría de las especies de Hybosoridae, existen muchas excepciones. Las clasificaciones recientes de esta familia, tales como la de Nikolajev, se basaron principalmente en la similitud morfológica general, en la observación de un pequeño conjunto de caracteres de pocos taxones, o simplemente en las propuestas anteriores de clasificación.

## Taxonomía
Según Ocampo y Ballerio, la clasificación de la familia Hybosoridae es como se plantea a continuación: 
Subfamilia Anaidinae
- Géneros: Anaides - Callosides - Chaetodus - Cretanaides† - Cryptogenius - Hybochaetodus - Totoia

Subfamilia Ceratocanthinae
- Tribu Ceratocanthinae
  - Géneros: Acanthocerodes - Afrocloetus - Aneilobolus - Anopsiostes - Astaenomoechus - Aulisostes - Baloghianestes - Besuchetostes - Callophilharmostes - Carinophilharmostes - Ceratocanthoides - Ceratocanthopsis - Ceratocanthus - Chaetophilharmostes - Cloeotus - Congomostes - Cryptophilharmostes - Cyphopisthes - Ebbrittoniella - Eusphaeropeltis - Germarostes - Glyptogermarostes - Goudotostes - Macrophilharmostes - Madrasostes - Martinezostes - Melanophilharmostes - Nesopalla - Paulianostes - Perignamptus - Petrovitzostes - Philharmostes - Pseudopterorthochaetes - Pterorthochaetes - Synarmostes
- Tribu Ivieolini
  - Géneros: Ivieolus
- Tribu Scarabatermitini
  - Géneros: Scarabaeinus - Scarabatermes - Trachycrusus - Xenocanthus

Subfamilia Hybosorinae
- Géneros: Apalonychus - Araeotanypus - Celaenochrous - Coilodes - Coprologus† - Cretohybosorus† - Dicraeodon - Hapalonychoides - Hybosoroides - Hybosorus - Hypseloderus - Kuijtenous - Metachaetodus - Microphaeochroops - Microphaeolodes - Mimocoelodes - Pantolasius - Phaeochridius - Phaeochroops - Phaeochrous - Phaecroides - Procoilodes† - Seleucosorus - Tyrannasorus†

Subfamilia Liparochrinae
- Géneros: Antiochrus - Liparochrus

Subfamilia Pachyplectrinae
- Géneros: Pachyplectrus - Brenskea

Incertae sedis
- Géneros: Borrochrus - Daimothoracodes